# Protea grandiceps
Protea grandiceps (лат.) — кустарник, вид рода Протея (Protea) семейства Протейные (Proteaceae), эндемик Южной Африки. Медленнорастущий представитель южноафриканского финбоша с крупными долговечными красными цветочными головками и сине-зелёными листьями, что делает его также прекрасным растением для садов и цветком для букетов.

## Ботаническое описание
Protea grandiceps — вечнозелёный компактный округлый кустарник высотой около 2 м и шириной 2-3 м с одним основным стволом. Ветки толстые, гладкие, с коричневой корой в зрелом возрасте. Листья яйцевидно-обратнояйцевидные, длиной 80-130 мм и шириной 30-85 мм, изогнутые, гладкие, с закруглёнными кончиками и волнистыми краями, направлены вверх, с единственной очень заметной первичной жилкой. Листья сине-зелёные с красноватыми краями. Соцветия — широко продолговатые длиной 100—140 мм и диаметром 60-80 мм. Опыление происходит благодаря птицам. Незрелые цветочные головки имеют яйцевидную форму, в то время как обёртывающие ряды прицветников закрыты, и становятся продолговатыми по мере созревания, а обёртки раскрываются. Привлекательные цветочные головки с кирпично-красными обёртывающими прицветниками, густо опушённые, с густой бахромой из волосков, длиной около 10-15 мм; эти волоски короче на нижних или внешних прицветниках и длиннее на верхних или внутренних прицветниках. Цвет волосков бахромы варьируется от коричневого до чисто белого или тёмно-бордового, в зависимости от того, где этот вид растёт. Мужские и женские элементы находятся в одних и тех же цветах как у всех однодомных растений. Столбик около 65-75 мм в длину, расположен внутри чашечки обволакивающих прицветников и покрыт волосками. Цветёт весной, с сентября, и даёт обильные цветочные головки до середины лета, с декабря по январь. Плоды сохраняются на растении годами, для созревания им требуется около 7 месяцев. В дикой природе эти плоды будут оставаться на растении в течение многих лет до тех пор, пока растение не умрёт, или не погибнет при лесном пожаре, или если насекомые не съедят цветоносный побег и не прекратится подача воды в семена.

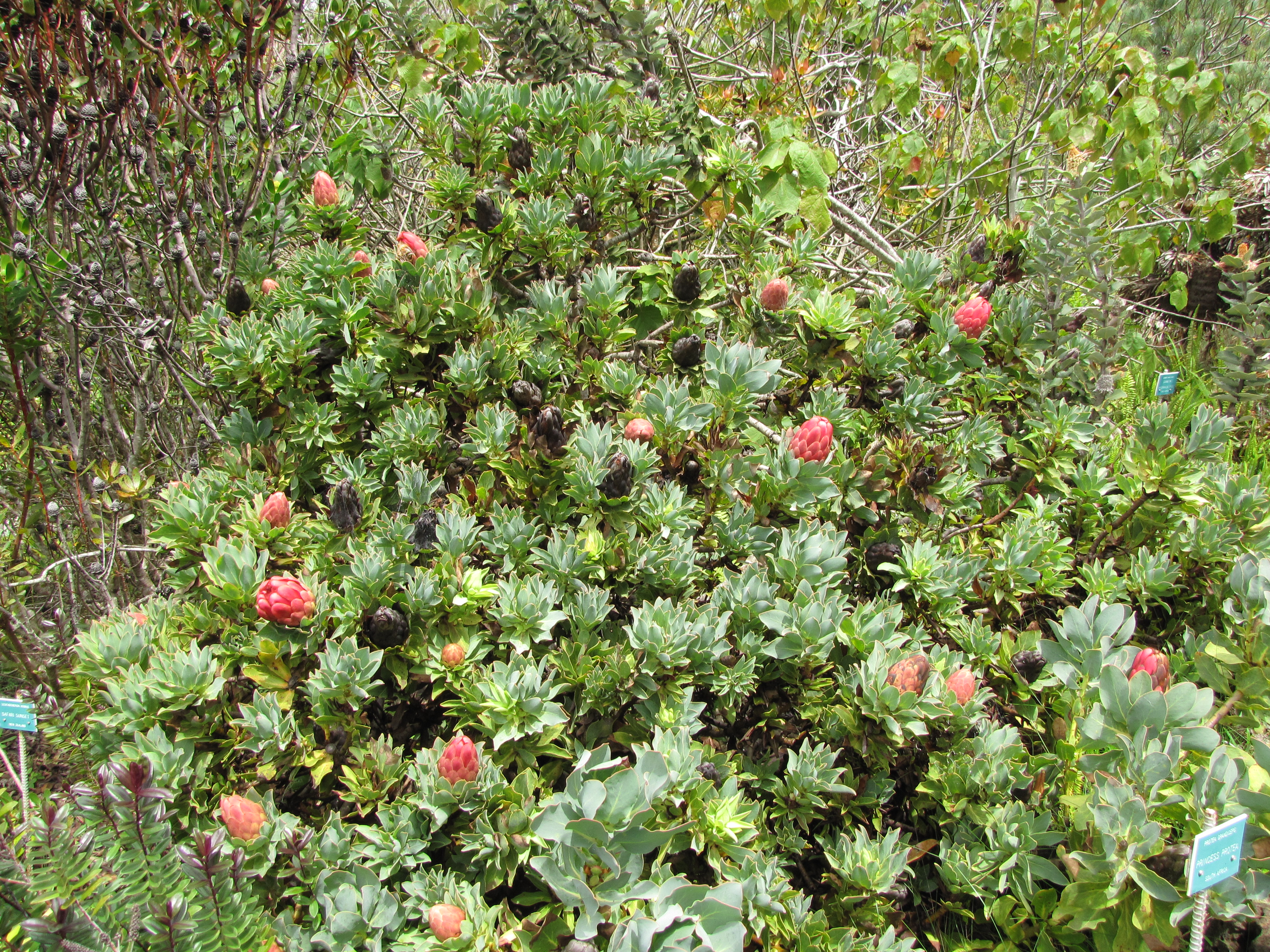
Общий вид
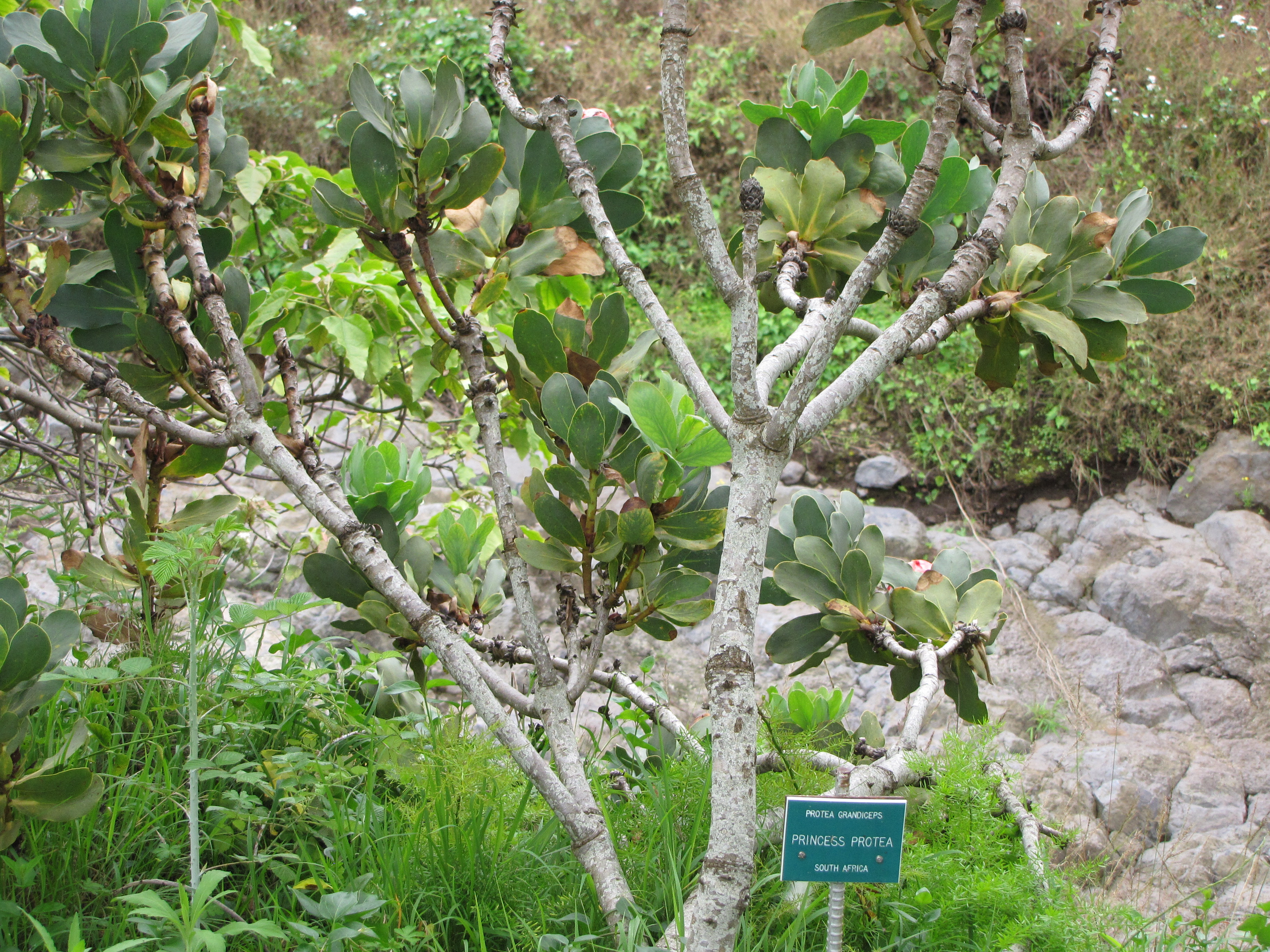
Ствол и ветви
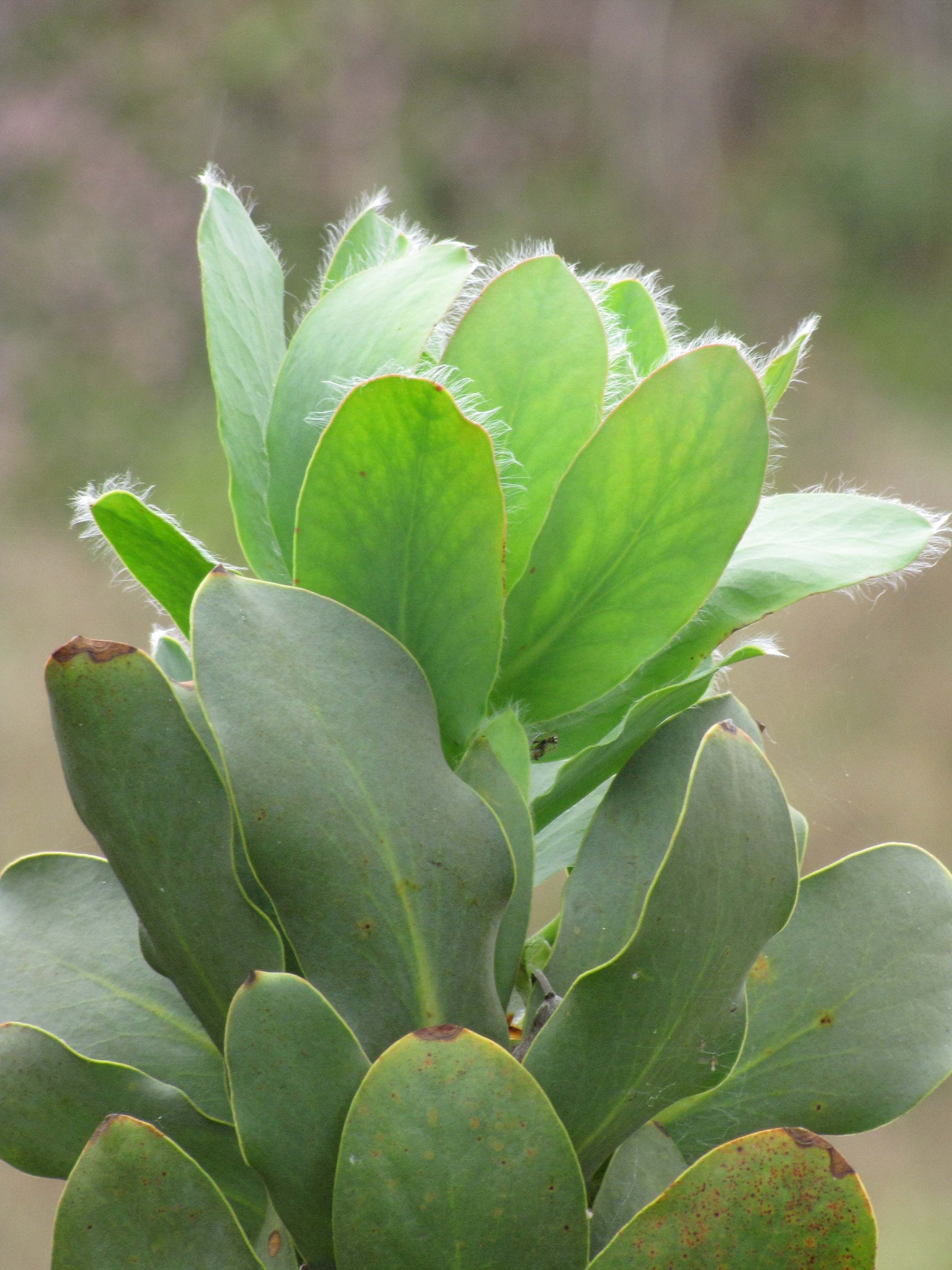
Опушённые листья
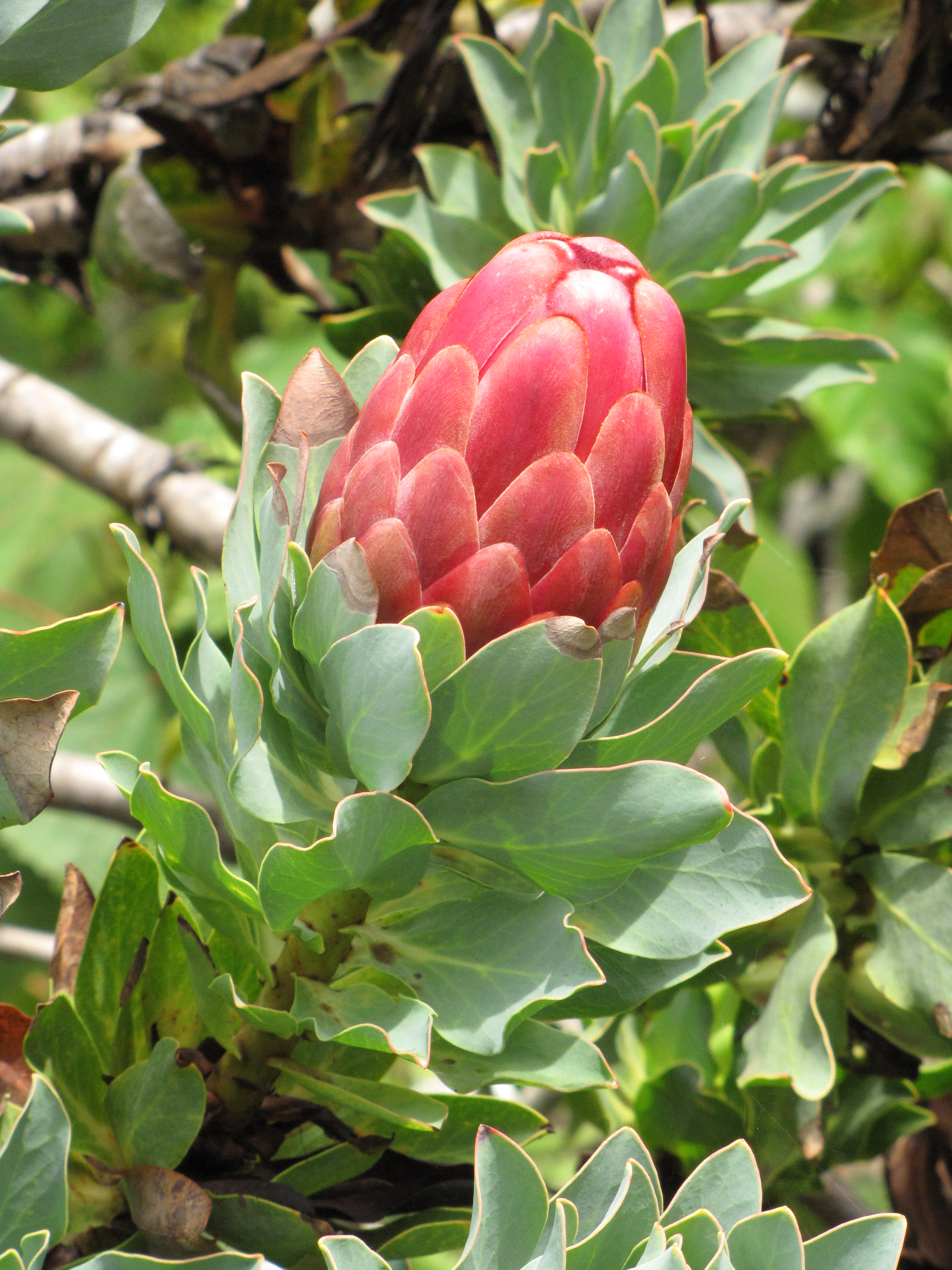
Соцветие

## Таксономия
Впервые этот вид был официально описан австрийским ботаником Леопольдом Траттинником. Видовое название — от латинских слов grandis, означающих большой, и ceps, означающих голова, в отношении крупных цветочных головок у этого вида.

## Распространение и местообитание
Эндемик Западно-Капской провинции Южной Африки. Встречается на Капском полуострове, в горах Готтентот-Голландия, горах Рифирсондеренд, Лангеберх, горах Утениква, Винтерхук и горах Каманасси, где обычно растёт в каменистых расщелинах на сухих верхних склонах гор на высоте от 1200 до 1700 м. Ареал P. grandiceps занимает общую площадь около 652 км² и состоит из изолированных популяций.

## Охранный статус
Этот широко распространённый вид классифицируется как «вызывающий наименьшие опасения».